# Championnat du monde d'endurance FIA 2021
Navigation
Édition précédente Édition suivante
Le championnat du monde d'endurance FIA 2021 est la neuvième édition du championnat du monde d'endurance FIA, une compétition automobile co-organisée par la Fédération internationale de l'automobile (FIA) et l'Automobile Club de l'Ouest (ACO). Cette compétition est ouverte aux Le Mans Hypercar (LMH), Le Mans Prototype (LMP) et aux voitures de course grand tourisme (GTE) divisées en quatre catégories. Elle comprend plusieurs manches dont les 24 Heures du Mans. Des titres de champion du monde seront attribués aux constructeurs et pilotes gagnants de chaque catégorie.

## Nouveau règlement
Le nouveau règlement concernant la nouvelle catégorie Hypercar (H), Le Mans Hypercar (LMH) a été dévoilé le 14 juin 2019 au Mans. Aston Martin et Toyota ont annoncé leur engagement dans la catégorie quelques heures après la publication du règlement. Par ailleurs il a été annoncé le 4 décembre 2019 au conseil mondial du sport automobile qu'un concurrent qui souhaiterait s'engager dans la nouvelle catégorie reine serait contraint d'enregistrer sa voiture sous le nom d'une marque automobile.

### Moteurs
Les voitures de la catégorie Hypercar ne seront pas obligatoirement dotées d'un système hybride.
La puissance des moteurs de la catégorie LMP2 sera réduite de 30 kW.

### Pneumatiques
L'ACO a annoncé le 1er novembre 2019 que le manufacturier français Michelin équipera toutes les voitures de la catégorie Hypercar. Les LMP2 disposeront également d’une spécification de pneumatiques unique

## Repères de débuts de saison
Initialement la saison était établie sur deux années calendaires comme les saisons précédentes, avec la refonte des calendriers et au décalage des dates de la saison précédente en raison de la pandémie de Covid-19, et pour faciliter l'implantation des nouveaux règlements futurs, le championnat revient à un format de saison classique se déroulant sur une seule année calendaire.
Le championnat revient à un format de qualifications plus classique en prenant en compte le temps le plus rapide d'un pilote et non plus la moyenne des deux pilotes.
L'écurie Aston Martin Racing présente depuis la création du championnat stoppe son implication de manière officielle en LMGTE Pro.

## Calendrier
Le calendrier provisoire est dévoilé le 18 septembre 2020 à la veille des 24 Heures du Mans 2020.
Le 22 janvier 2021, à la suite des nouvelles restrictions de voyages à destination des États-Unis causées par la pandémie de Covid-19, la manche inaugurale des 1 000 Miles de Sebring est annulée et remplacée par les 8 Heures de Portimão au Portugal.
Le 4 mars 2021, l'ACO annonce que les 24 Heures du Mans initialement prévues les 12 et 13 juin sont décalées aux 21 et 22 août 2021, en vue d'accueillir du public.
Le 5 mars 2021, l'ACO modifie une nouvelle fois le calendrier, les 8 Heures de Portimão initialement prévues le 4 avril sont déplacées au 13 juin.
Le 7 juillet 2021, il est annoncé que les 6 Heures de Fuji prévues le 26 septembre sont annulées en raison des restrictions de déplacements liées à la pandémie de Covid-19 et aux difficultés logistiques, la manche est remplacée par une course de 6 heures sur le circuit de Bahreïn le 30 octobre, soit une semaine avant les 8 Heures de Bahreïn dernière manche de la saison, elle-même avancée de deux semaines pour former un double-header.
| N°                                          | Date               | Course                              | Circuit                            | Lieu             | Pays       |
| ------------------------------------------- | ------------------ | ----------------------------------- | ---------------------------------- | ---------------- | ---------- |
| 1                                           | 1 mai 2021         | Total 6 Heures de Spa-Francorchamps | Circuit de Spa-Francorchamps       | Francorchamps    | Belgique   |
| 2                                           | 13 juin 2021       | 8 Heures de Portimão                | Autódromo Internacional do Algarve | Portimão         | Portugal   |
| 3                                           | 18 juillet 2021    | 6 Heures de Monza                   | Autodromo Nazionale di Monza       | Monza            | Italie     |
| 4                                           | 21 et 22 août 2021 | 24 Heures du Mans                   | Circuit des 24 Heures              | Le Mans          | France     |
| 5                                           | 30 octobre 2021    | 6 Heures de Bahreïn                 | Circuit international de Sakhir    | Sakhir           | Bahreïn    |
| 6                                           | 6 novembre 2021    | 8 Heures de Bahreïn                 | Circuit international de Sakhir    | Sakhir           | Bahreïn    |
| Annulations liées à la pandémie de Covid-19 |                    |                                     |                                    |                  |            |
| —                                           | 20 mars 2021       | 1 000 Miles de Sebring              | Sebring International Raceway      | Sebring, Floride | États-Unis |
| —                                           | 26 septembre 2021  | 6 Heures de Fuji                    | Fuji Speedway                      | Oyama            | Japon      |

## Engagés
| N°        | Pays                        | Écurie                    | Voiture                  | Pneu     | Pilote 1                       | Pilote 2                        | Pilote 3                      |
| Hypercar  | Hypercar                    | Hypercar                  | Hypercar                 | Hypercar | Hypercar                       | Hypercar                        | Hypercar                      |
| --------- | --------------------------- | ------------------------- | ------------------------ | -------- | ------------------------------ | ------------------------------- | ----------------------------- |
| 7         |                             | Toyota Gazoo Racing       | Toyota GR010 Hybrid      | M        | Mike Conway (Toutes)           | Kamui Kobayashi (Toutes)        | José María López (Toutes)     |
| 8         |                             | Toyota Gazoo Racing       | Toyota GR010 Hybrid      | M        | Sébastien Buemi (Toutes)       | Kazuki Nakajima (Toutes)        | Brendon Hartley (Toutes)      |
| 36        |                             | Alpine Elf Matmut         | Alpine A480 - Gibson     | M        | André Negrão (Toutes)          | Nicolas Lapierre (Toutes)       | Matthieu Vaxiviere (Toutes)   |
| 708       |                             | Glickenhaus Racing        | SCG 007                  | M        | Gustavo Menezes (3)            | Pipo Derani (3-4)               | Olivier Pla (3-4)             |
| 708       | Franck Mailleux (4)         | Glickenhaus Racing        | SCG 007                  | M        |                                |                                 |                               |
| 709       |                             | Glickenhaus Racing        | SCG 007                  | M        | Ryan Briscoe (2, 4)            | Romain Dumas (2-4)              | Richard Westbrook (2-4)       |
| 709       | Franck Mailleux (3)         | Glickenhaus Racing        | SCG 007                  | M        |                                |                                 |                               |
| LMP2      |                             |                           |                          |          |                                |                                 |                               |
| 1         |                             | Richard Mille Racing Team | Oreca 07 - Gibson        | G        | Tatiana Calderón (1-4, 6)      | Sophia Flörsch (Toutes)         | Beitske Visser (1-2, 4-6)     |
| 1         | Gabriel Aubry (5)           | Richard Mille Racing Team | Oreca 07 - Gibson        | G        |                                |                                 |                               |
| 20        |                             | High Class Racing         | Oreca 07 - Gibson        | G        | Jan Magnussen (1–3)            | Anders Fjordbach (1–3, 5–6)     | Dennis Andersen (Toutes)      |
| 20        | Marco Sørensen (4)          | High Class Racing         | Oreca 07 - Gibson        | G        | Ricky Taylor (4)               | Robert Kubica (5-6)             |                               |
| 21        |                             | DragonSpeed USA           | Oreca 07 - Gibson        | G        | Henrik Hedman (Toutes)         | Juan Pablo Montoya (Toutes)     | Ben Hanley (Toutes)           |
| 22        |                             | United Autosports USA     | Oreca 07 - Gibson        | G        | Phil Hanson (Toutes)           | Fabio Scherer (1, 3–6)          | Filipe Albuquerque (1, 3–6)   |
| 22        | Paul di Resta (2)           | United Autosports USA     | Oreca 07 - Gibson        | G        | Wayne Boyd (2)                 |                                 |                               |
| 28        |                             | Jota Sport                | Oreca 07 - Gibson        | G        | Sean Gelael (Toutes)           | Stoffel Vandoorne (Toutes)      | Tom Blomqvist (Toutes)        |
| 29        |                             | Racing Team Nederland     | Oreca 07 - Gibson        | G        | Frits van Eerd (Toutes)        | Giedo Van der Garde (1–2, 4–6)  | Job van Uitert (1–2, 4–6)     |
| 29        | Paul-Loup Chatin (3)        | Racing Team Nederland     | Oreca 07 - Gibson        | G        | Nyck de Vries (3)              |                                 |                               |
| 31        |                             | Team WRT                  | Oreca 07 - Gibson        | G        | Robin Frijns (Toutes)          | Ferdinand Habsburg (Toutes)     | Charles Milesi (Toutes)       |
| 34        |                             | Inter Europol Competition | Oreca 07 - Gibson        | G        | Jakub Śmiechowski (Toutes)     | Renger Van der Zande (1, 3–6)   | Alex Brundle (Toutes)         |
| 34        | Louis Delétraz (2)          | Inter Europol Competition | Oreca 07 - Gibson        | G        |                                |                                 |                               |
| 38        |                             | Jota Sport                | Oreca 07 - Gibson        | G        | Roberto González (Toutes)      | António Félix da Costa (Toutes) | Anthony Davidson (Toutes)     |
| 44        |                             | ARC Bratislava            | Ligier JS P217 - Gibson  | G        | Miroslav Konôpka (Toutes)      | Tom Jackson (1-2)               | Darren Burke (1)              |
| 44        | Oreca 07 - Gibson           | ARC Bratislava            | Matej Konôpka (3-4)      | G        | Oliver Webb (2-5)              | Kush Maini (5)                  |                               |
| 44        | Oreca 07 - Gibson           | ARC Bratislava            | Nelson Panciatici (6)    | G        | Olli Caldwell (6)              |                                 |                               |
| 70        |                             | Realteam Racing           | Oreca 07 - Gibson        | G        | Esteban Garcia (Toutes)        | Loïc Duval (1, 3–6)             | Norman Nato (Toutes)          |
| 70        | Mathias Beche (2)           | Realteam Racing           | Oreca 07 - Gibson        | G        |                                |                                 |                               |
| LMGTE Pro |                             |                           |                          |          |                                |                                 |                               |
| 51        |                             | AF Corse                  | Ferrari 488 GTE Evo      | M        | Alessandro Pier Guidi (Toutes) | James Calado (Toutes)           | Côme Ledogar (4)              |
| 52        |                             | AF Corse                  | Ferrari 488 GTE Evo      | M        | Daniel Serra (Toutes)          | Miguel Molina (Toutes)          | Sam Bird (4)                  |
| 91        |                             | Porsche GT Team           | Porsche 911 RSR-19       | M        | Gianmaria Bruni (Toutes)       | Richard Lietz (Toutes)          | Frédéric Makowiecki (2, 4, 6) |
| 92        |                             | Porsche GT Team           | Porsche 911 RSR-19       | M        | Kévin Estre (Toutes)           | Neel Jani (Toutes)              | Michael Christensen (2, 4, 6) |
| LMGTE Am  |                             |                           |                          |          |                                |                                 |                               |
| 33        |                             | TF Sport                  | Aston Martin Vantage AMR | M        | Ben Keating (Toutes)           | Dylan Pereira (Toutes)          | Felipe Fraga (Toutes)         |
| 46        |                             | Team Project 1            | Porsche 911 RSR-19       | M        | Dennis Olsen (1, 3–4)          | Anders Buchardt (1, 3–4)        | Axcil Jefferies (1)           |
| 46        | Maxwell Root (3)            | Team Project 1            | Porsche 911 RSR-19       | M        | Robby Foley (4)                |                                 |                               |
| 47        |                             | Cetilar Racing            | Ferrari 488 GTE Evo      | M        | Roberto Lacorte (Toutes)       | Giorgio Sernagiotto (Toutes)    | Antonio Fuoco (Toutes)        |
| 54        |                             | AF Corse                  | Ferrari 488 GTE Evo      | M        | Thomas Flohr (Toutes)          | Francesco Castellacci (Toutes)  | Giancarlo Fisichella (Toutes) |
| 56        |                             | Team Project 1            | Porsche 911 RSR-19       | M        | Egidio Perfetti (Toutes)       | Matteo Cairoli (Toutes)         | Riccardo Pera (Toutes)        |
| 60        |                             | Iron Lynx                 | Ferrari 488 GTE Evo      | M        | Claudio Schiavoni (1–4, 6)     | Andrea Piccini (1–3, 5–6)       | Matteo Cressoni (1–3, 5–6)    |
| 60        | Raffaele Giammaria (en) (4) | Iron Lynx                 | Ferrari 488 GTE Evo      | M        | Paolo Ruberti (4)              | Rino Mastronardi (5)            |                               |
| 77        |                             | Dempsey-Proton Racing     | Porsche 911 RSR-19       | M        | Christian Ried (Toutes)        | Matt Campbell (Toutes)          | Jaxon Evans (Toutes)          |
| 83        |                             | AF Corse                  | Ferrari 488 GTE Evo      | M        | François Perrodo (Toutes)      | Nicklas Nielsen (Toutes)        | Alessio Rovera (Toutes)       |
| 85        |                             | Iron Lynx                 | Ferrari 488 GTE Evo      | M        | Rahel Frey (Toutes)            | Manuela Gostner (1–2)           | Katherine Legge (1, 5–6)      |
| 85        | Michelle Gatting (2–4)      | Iron Lynx                 | Ferrari 488 GTE Evo      | M        | Sarah Bovy (3–6)               |                                 |                               |
| 86        |                             | GR Racing                 | Porsche 911 RSR-19       | M        | Michael Wainwright (Toutes)    | Ben Barker (Toutes)             | Tom Gamble (Toutes)           |
| 88        |                             | Dempsey-Proton Racing     | Porsche 911 RSR-19       | M        | Andrew Haryanto (1, 3)         | Alessio Picariello (1, 3)       | Marco Seefried (1, 3)         |
| 88        | Julien Andlauer (2, 4–6)    | Dempsey-Proton Racing     | Porsche 911 RSR-19       | M        | Dominique Bastien (2, 4)       | Lance Arnold (en) (4)           |                               |
| 88        | Khaled Al Qubaisi (5-6)     | Dempsey-Proton Racing     | Porsche 911 RSR-19       | M        | Adrien de Leener (de) (5)      | Axcil Jefferies (6)             |                               |
| 98        |                             | NorthWest AMR             | Aston Martin Vantage AMR | M        | Paul Dalla Lana (Toutes)       | Augusto Farfus (1–3, 5–6)       | Marcos Gomes (Toutes)         |
| 98        | Nicki Thiim (4)             | NorthWest AMR             | Aston Martin Vantage AMR | M        |                                |                                 |                               |
| 777       |                             | D'Station Racing          | Aston Martin Vantage AMR | M        | Satoshi Hoshino (Toutes)       | Tomonobu Fujii (Toutes)         | Andrew Watson (en) (Toutes)   |

## Résultats

### Équipes et Pilotes
Le tableau suivant répertorie les équipages du championnat du monde les mieux classés pour chaque course. Il est possible que des pilotes non inscrits au championnat aient fini mieux classés.
Les vainqueurs du classement général de chaque manche sont inscrits en caractères gras.
| N° | Course                        | Équipe victorieuse H                            | Équipe victorieuse LMP2                                  | Équipe victorieuse LMGTE Pro                    | Équipe victorieuse LMGTE Am                       | Résultats |
| N° | Course                        | Pilotes victorieux H                            | Pilotes victorieux LMP2                                  | Pilotes victorieux LMGTE Pro                    | Pilotes victorieux LMGTE Am                       | Résultats |
| -- | ----------------------------- | ----------------------------------------------- | -------------------------------------------------------- | ----------------------------------------------- | ------------------------------------------------- | --------- |
| 1  | 6 Heures de Spa-Francorchamps | No. 8 Toyota Gazoo Racing                       | No. 22 United Autosports USA                             | No. 92 Porsche GT Team                          | No. 83 AF Corse                                   | résultats |
| 1  | 6 Heures de Spa-Francorchamps | Sébastien Buemi Kazuki Nakajima Brendon Hartley | Phil Hanson Fabio Scherer Filipe Albuquerque             | Kévin Estre Neel Jani                           | François Perrodo Nicklas Nielsen Alessio Rovera   | résultats |
| 2  | 8 Heures de Portimão          | No. 8 Toyota Gazoo Racing                       | No. 38 Jota Sport                                        | No. 51 AF Corse                                 | No. 47 Cetilar Racing                             | résultats |
| 2  | 8 Heures de Portimão          | Sébastien Buemi Kazuki Nakajima Brendon Hartley | Roberto González António Félix da Costa Anthony Davidson | Alessandro Pier Guidi James Calado              | Roberto Lacorte Giorgio Sernagiotto Antonio Fuoco | résultats |
| 3  | 6 Heures de Monza             | No. 7 Toyota Gazoo Racing                       | No. 22 United Autosports USA                             | No. 92 Porsche GT Team                          | No. 83 AF Corse                                   | résultats |
| 3  | 6 Heures de Monza             | Mike Conway Kamui Kobayashi José María López    | Phil Hanson Fabio Scherer Filipe Albuquerque             | Kévin Estre Neel Jani                           | François Perrodo Nicklas Nielsen Alessio Rovera   | résultats |
| 4  | 24 Heures du Mans             | No. 7 Toyota Gazoo Racing                       | No. 31 Team WRT                                          | No. 51 AF Corse                                 | No. 83 AF Corse                                   | résultats |
| 4  | 24 Heures du Mans             | Mike Conway Kamui Kobayashi José María López    | Robin Frijns Ferdinand Habsburg Charles Milesi           | Alessandro Pier Guidi James Calado Côme Ledogar | François Perrodo Nicklas Nielsen Alessio Rovera   | résultats |
| 5  | 6 Heures de Bahreïn           | No. 7 Toyota Gazoo Racing                       | No. 31 Team WRT                                          | No. 92 Porsche GT Team                          | No. 33 TF Sport                                   | résultats |
| 5  | 6 Heures de Bahreïn           | Mike Conway Kamui Kobayashi José María López    | Robin Frijns Ferdinand Habsburg Charles Milesi           | Kévin Estre Neel Jani                           | Ben Keating Dylan Pereira Felipe Fraga            | résultats |
| 6  | 8 Heures de Bahreïn           | No. 8 Toyota Gazoo Racing                       | No. 31 Team WRT                                          | No. 51 AF Corse                                 | No. 83 AF Corse                                   | résultats |
| 6  | 8 Heures de Bahreïn           | Sébastien Buemi Kazuki Nakajima Brendon Hartley | Robin Frijns Ferdinand Habsburg Charles Milesi           | Alessandro Pier Guidi James Calado              | François Perrodo Nicklas Nielsen Alessio Rovera   | résultats |

### Constructeurs
| N° | Course                        | Constructeur victorieux LMH | Constructeur victorieux GT | Résultats |
| -- | ----------------------------- | --------------------------- | -------------------------- | --------- |
| 1  | 6 Heures de Spa-Francorchamps | Toyota                      | Porsche                    | résultats |
| 2  | 8 Heures de Portimão          | Toyota                      | Ferrari                    | résultats |
| 3  | 6 Heures de Monza             | Toyota                      | Porsche                    | résultats |
| 4  | 24 Heures du Mans             | Toyota                      | Ferrari                    | résultats |
| 5  | 6 Heures de Bahreïn           | Toyota                      | Porsche                    | résultats |
| 6  | 8 Heures de Bahreïn           | Toyota                      | Ferrari                    | résultats |

## Classements

### Attribution des points
| Système des points | Système des points | Système des points | Système des points | Système des points | Système des points | Système des points | Système des points | Système des points | Système des points | Système des points | Système des points |
| Position           | 1er                | 2e                 | 3e                 | 4e                 | 5e                 | 6e                 | 7e                 | 8e                 | 9e                 | 10e                | Au-delà            |
| ------------------ | ------------------ | ------------------ | ------------------ | ------------------ | ------------------ | ------------------ | ------------------ | ------------------ | ------------------ | ------------------ | ------------------ |
| 6 heures           | 25                 | 18                 | 15                 | 12                 | 10                 | 8                  | 6                  | 4                  | 2                  | 1                  | 0,5                |
| 8 heures           | 38                 | 27                 | 23                 | 18                 | 15                 | 12                 | 9                  | 6                  | 3                  | 2                  | 1                  |
| 24 heures          | 50                 | 36                 | 30                 | 24                 | 20                 | 16                 | 12                 | 8                  | 4                  | 2                  | 1                  |

### Championnat du monde d'endurance

#### Championnat du monde d'endurance des pilotes Hypercar
| Pos. | Pilote             | Équipe              | SPA | POR | MNZ  | LMS | BHR | BHR | Total points |
| ---- | ------------------ | ------------------- | --- | --- | ---- | --- | --- | --- | ------------ |
| 1    | Mike Conway        | Toyota Gazoo Racing | 3   | 2   | 1    | 1   | 1   | 2   | 173          |
| 1    | Kamui Kobayashi    | Toyota Gazoo Racing | 3   | 2   | 1    | 1   | 1   | 2   | 173          |
| 1    | José María López   | Toyota Gazoo Racing | 3   | 2   | 1    | 1   | 1   | 2   | 173          |
| 2    | Sébastien Buemi    | Toyota Gazoo Racing | 1   | 1   | 4    | 2   | 2   | 1   | 168          |
| 2    | Brendon Hartley    | Toyota Gazoo Racing | 1   | 1   | 4    | 2   | 2   | 1   | 168          |
| 2    | Kazuki Nakajima    | Toyota Gazoo Racing | 1   | 1   | 4    | 2   | 2   | 1   | 168          |
| 3    | Nicolas Lapierre   | Alpine Elf Matmut   | 2   | 3   | 2    | 3   | 3   | 3   | 128          |
| 3    | André Negrão       | Alpine Elf Matmut   | 2   | 3   | 2    | 3   | 3   | 3   | 128          |
| 3    | Matthieu Vaxivière | Alpine Elf Matmut   | 2   | 3   | 2    | 3   | 3   | 3   | 128          |
| 4    | Richard Westbrook  | Glickenhaus Racing  |     | 4   | 3    | 5   |     |     | 53           |
| 4    | Romain Dumas       | Glickenhaus Racing  |     | 4   | 3    | 5   |     |     | 53           |
| 6    | Franck Mailleux    | Glickenhaus Racing  |     |     | 3    | 4   |     |     | 39           |
| 5    | Ryan Briscoe       | Glickenhaus Racing  |     | 4   |      | 5   |     |     | 38           |
| 7    | Pipo Derani        | Glickenhaus Racing  |     |     | Abd. | 4   |     |     | 24           |
| 7    | Olivier Pla        | Glickenhaus Racing  |     |     | Abd. | 4   |     |     | 24           |
| 8    | Gustavo Menezes    | Glickenhaus Racing  |     |     | Abd. |     |     |     | 0            |

| Couleur  | Résultat                       |
| -------- | ------------------------------ |
| Or       | Vainqueur                      |
| Argent   | 2e place                       |
| Bronze   | 3e place                       |
| Vert     | Classé dans les points         |
| Bleu     | Classé hors des points         |
| Bleu     | Non classé (Nc.)               |
| Violet   | Abandon (Abd.)                 |
| Rouge    | Non qualifié (Nq.)             |
| Rouge    | Non pré-qualifié (Npq.)        |
| Noir     | Disqualifié (Dsq.)             |
| Blanc    | Non partant (Np.)              |
| Blanc    | Forfait (Forf.)                |
| Blanc    | Course annulée (A)             |
| Neutre   | Non présent                    |
| Neutre   | Exclu (Ex.)                    |
| Gras     | Pole position                  |
| Italique | Meilleur tour en course        |
| †        | Classé sans terminer la course |
| 1 2 3 …  | Classement dans la catégorie   |

#### Championnat du monde d'endurance Hypercar
| Pos. | Équipe              | SPA | POR | MNZ | LMS | BHR | BHR | Total points |
| ---- | ------------------- | --- | --- | --- | --- | --- | --- | ------------ |
| 1    | Toyota Gazoo Racing | 1   | 1   | 1   | 1   | 1   | 1   | 206          |
| 2    | Alpine Elf Matmut   | 2   | 3   | 2   | 3   | 3   | 3   | 128          |
| 3    | Glickenhaus Racing  |     | 29  | 4   | 4   |     |     | 37           |

#### Championnat du monde d'endurance des pilotes GT de la FIA
| Pos. | Pilote                | Équipe                | SPA  | POR  | MNZ | LMS | BHR | BHR  | Total points |
| ---- | --------------------- | --------------------- | ---- | ---- | --- | --- | --- | ---- | ------------ |
| 1    | James Calado          | AF Corse              | 2    | 1    | 2   | 1   | 3   | 1    | 177          |
| 1    | Alessandro Pier Guidi | AF Corse              | 2    | 1    | 2   | 1   | 3   | 1    | 177          |
| 2    | Kévin Estre           | Porsche GT Team       | 1    | 3    | 1   | 2   | 1   | 2    | 166          |
| 2    | Neel Jani             | Porsche GT Team       | 1    | 3    | 1   | 2   | 1   | 2    | 166          |
| 3    | Gianmaria Bruni       | Porsche GT Team       | 4    | 4    | 3   | 3   | 2   | 4    | 111          |
| 3    | Richard Lietz         | Porsche GT Team       | 4    | 4    | 3   | 3   | 2   | 4    | 111          |
| 4    | Miguel Molina         | AF Corse              | 3    | 2    | 4   | 10  | 4   | 3    | 92           |
| 4    | Daniel Serra          | AF Corse              | 3    | 2    | 4   | 10  | 4   | 3    | 92           |
| 5    | Michael Christensen   | Porsche GT Team       |      | 3    |     | 2   |     | 2    | 88           |
| 6    | Frédéric Makowiecki   | Porsche GT Team       |      | 4    |     | 3   |     | 4    | 66           |
| 7    | Nicklas Nielsen       | AF Corse              | 5    | 14   | 5   | 4   | 9   | 5    | 62           |
| 7    | François Perrodo      | AF Corse              | 5    | 14   | 5   | 4   | 9   | 5    | 62           |
| 7    | Alessio Rovera        | AF Corse              | 5    | 14   | 5   | 4   | 9   | 5    | 62           |
| 8    | Côme Ledogar          | AF Corse              |      |      |     | 1   |     |      | 50           |
| 9    | Felipe Fraga          | TF Sport              | 6    | 11   | 18  | 5   | 5   | Abd. | 39.5         |
| 9    | Ben Keating           | TF Sport              | 6    | 11   | 18  | 5   | 5   | Abd. | 39.5         |
| 9    | Dylan Pereira         | TF Sport              | 6    | 11   | 18  | 5   | 5   | Abd. | 39.5         |
| 10   | Matt Campbell         | Dempsey-Proton Racing | Abd. | Abd. | 9   | 7   | 6   | 6    | 34           |
| 10   | Jaxon Evans           | Dempsey-Proton Racing | Abd. | Abd. | 9   | 7   | 6   | 6    | 34           |
| 10   | Christian Ried        | Dempsey-Proton Racing | Abd. | Abd. | 9   | 7   | 6   | 6    | 34           |

#### Championnat du monde d'endurance des constructeurs GT de la FIA
| Pos. | Constructeur | SPA | POR | MNZ | LMS | BHR | BHR | Total points |
| ---- | ------------ | --- | --- | --- | --- | --- | --- | ------------ |
| 1    | Ferrari      | 2   | 1   | 2   | 1   | 3   | 1   | 291          |
| 1    | Ferrari      | 3   | 2   | 4   | 4   | 4   | 3   | 291          |
| 2    | Porsche      | 1   | 3   | 1   | 2   | 1   | 2   | 277          |
| 2    | Porsche      | 4   | 4   | 3   | 3   | 2   | 4   | 277          |

### Trophée Endurance FIA

#### Trophée Endurance FIA des pilotes LMP2
| Pos. | Pilote                 | Équipe                    | SPA  | POR   | MNZ   | LMS  | BHR | BHR | Total points |
| ---- | ---------------------- | ------------------------- | ---- | ----- | ----- | ---- | --- | --- | ------------ |
| 1    | Robin Frijns           | Team WRT                  | 10   | 4     | 2     | 1    | 1   | 1   | 151          |
| 1    | Ferdinand von Habsburg | Team WRT                  | 10   | 4     | 2     | 1    | 1   | 1   | 151          |
| 1    | Charles Milesi         | Team WRT                  | 10   | 4     | 2     | 1    | 1   | 1   | 151          |
| 2    | Sean Gelael            | Jota                      | 3    | 2     | 5     | 2    | 2   | 3   | 131          |
| 2    | Tom Blomqvist          | Jota                      | 3    | 2     | 5     | 2    | 2   | 3   | 131          |
| 2    | Stoffel Vandoorne      | Jota                      | 3    | 2     | 5     | 2    | 2   | 3   | 131          |
| 3    | Anthony Davidson       | Jota                      | 2    | 1     | Abd.  | 4    | 3   | 2   | 123          |
| 3    | António Félix da Costa | Jota                      | 2    | 1     | Abd.  | 4    | 3   | 2   | 123          |
| 3    | Roberto González       | Jota                      | 2    | 1     | Abd.  | 4    | 3   | 2   | 123          |
| 4    | Philip Hanson          | United Autosports USA     | 1    | 3     | 1     | 10   | 4   | 4   | 107          |
| 5    | Filipe Albuquerque     | United Autosports USA     | 1    |       | 1     | 10   | 4   | 4   | 84           |
| 5    | Fabio Scherer          | United Autosports USA     | 1    | Forf. | 1     | 10   | 4   | 4   | 84           |
| 6    | Alex Brundle           | Inter Europol Competition | 5    | 5     | 4     | 3    | 9   | 5   | 84           |
| 6    | Jakub Śmiechowski      | Inter Europol Competition | 5    | 5     | 4     | 3    | 9   | 5   | 84           |
| 7    | Renger van der Zande   | Inter Europol Competition | 5    |       | 4     | 3    | 9   | 5   | 69           |
| 8    | Frits van Eerd         | Racing Team Nederland     | 4    | 10    | 3     | 6    | 5   | 6   | 67           |
| 9    | Giedo van der Garde    | Racing Team Nederland     | 4    | 10    | Forf. | 6    | 5   | 6   | 52           |
| 9    | Job van Uitert         | Racing Team Nederland     | 4    | 10    | Forf. | 6    | 5   | 6   | 52           |
| 10   | Esteban Garcia         | Realteam Racing           | 6    | 7     | 7     | 7    | 7   | 7   | 50           |
| 10   | Norman Nato            | Realteam Racing           | 6    | 7     | 7     | 7    | 7   | 7   | 50           |
| 11   | Ben Hanley             | DragonSpeed USA           | 7    | 8     | 6     | 5    | 11  | 10  | 42.5         |
| 11   | Henrik Hedman          | DragonSpeed USA           | 7    | 8     | 6     | 5    | 11  | 10  | 42.5         |
| 11   | Juan Pablo Montoya     | DragonSpeed USA           | 7    | 8     | 6     | 5    | 11  | 10  | 42.5         |
| 12   | Loïc Duval             | Realteam Racing           | 6    |       | 7     | 7    | 7   | 7   | 41           |
| 13   | Sophia Flörsch         | Richard Mille Racing Team | 8    | 6     | 8     | Abd. | 6   | 9   | 31           |
| 14   | Beitske Visser         | Richard Mille Racing Team | 8    | 6     |       | Abd. | 6   | 9   | 27           |
| 15   | Dennis Andersen        | High Class Racing         | 9    | 9     | 9     | 8    | 8   | 8   | 25           |
| 16   | Wayne Boyd             | United Autosports USA     |      | 3     |       |      |     |     | 23           |
| 16   | Paul di Resta          | United Autosports USA     |      | 3     |       |      |     |     | 23           |
| 17   | Tatiana Calderón       | Richard Mille Racing Team | 8    | 6     | 8     | Abd. |     | 9   | 23           |
| 18   | Anders Fjordbach       | High Class Racing         | 9    | 9     | 9     |      | 8   | 8   | 17           |
| 19   | Nyck de Vries          | Racing Team Nederland     |      |       | 3     |      |     |     | 15           |
| 19   | Paul-Loup Chatin       | Racing Team Nederland     |      |       | 3     |      |     |     | 15           |
| 20   | Louis Delétraz         | Inter Europol Competition |      | 5     |       |      |     |     | 15           |
| 21   | Robert Kubica          | High Class Racing         |      |       |       |      | 8   | 8   | 10           |
| 22   | Mathias Beche          | Realteam Racing           |      | 7     |       |      |     |     | 9            |
| 23   | Gabriel Aubry          | Richard Mille Racing Team |      |       |       |      | 6   |     | 8            |
| 24   | Marco Sørensen         | High Class Racing         |      |       |       | 8    |     |     | 8            |
| 24   | Ricky Taylor           | High Class Racing         |      |       |       | 8    |     |     | 8            |
| 20   | Miro Konôpka           | ARC Bratislava            | Abd. | 11    | 10    | 9    | 10  | 11  | 8            |
| 26   | Jan Magnussen          | High Class Racing         | 9    | 9     | 9     |      |     |     | 7            |
| 27   | Oliver Webb            | ARC Bratislava            |      | 11    | 10    | 9    | 10  |     | 7            |
| 28   | Matej Konôpka          | ARC Bratislava            |      |       | 10    | 9    |     |     | 5            |
| 29   | Tom Jackson            | ARC Bratislava            | Abd. | 11    |       |      |     |     | 1            |
| 30   | Kush Maini             | ARC Bratislava            |      |       |       |      | 10  |     | 1            |
| 31   | Olli Caldwell          | ARC Bratislava            |      |       |       |      |     | 11  | 1            |
| 31   | Nelson Panciatici      | ARC Bratislava            |      |       |       |      |     | 11  | 1            |
| 32   | Darren Burke           | ARC Bratislava            | Abd. |       |       |      |     |     | 0            |

#### Trophée Endurance FIA des pilotes LMP2 Pro/Am
| Pos. | Pilote              | Équipe                | SPA  | POR | MNZ   | LMS | BHR | BHR | Total points |
| ---- | ------------------- | --------------------- | ---- | --- | ----- | --- | --- | --- | ------------ |
| 1    | Frits van Eerd      | Racing Team Nederland | 1    | 4   | 1     | 2   | 1   | 1   | 167          |
| 2    | Esteban Garcia      | Realteam Racing       | 2    | 1   | 3     | 3   | 2   | 2   | 146          |
| 2    | Norman Nato         | Realteam Racing       | 2    | 1   | 3     | 3   | 2   | 2   | 146          |
| 3    | Giedo van der Garde | Racing Team Nederland | 1    | 4   | Forf. | 2   | 1   | 1   | 142          |
| 3    | Job van Uitert      | Racing Team Nederland | 1    | 4   | Forf. | 2   | 1   | 1   | 142          |
| 4    | Ben Hanley          | DragonSpeed USA       | 3    | 2   | 2     | 1   | 5   | 4   | 138          |
| 4    | Henrik Hedman       | DragonSpeed USA       | 3    | 2   | 2     | 1   | 5   | 4   | 138          |
| 4    | Juan Pablo Montoya  | DragonSpeed USA       | 3    | 2   | 2     | 1   | 5   | 4   | 138          |
| 5    | Dennis Andersen     | High Class Racing     | 4    | 3   | 4     | 4   | 3   | 3   | 109          |
| 6    | Loïc Duval          | Realteam Racing       | 2    |     | 3     | 3   | 2   | 2   | 108          |
| 7    | Anders Fjordbach    | High Class Racing     | 4    | 3   | 4     |     | 3   | 3   | 85           |
| 8    | Miro Konôpka        | ARC Bratislava        | Abd. | 5   | 5     | 5   | 4   | 5   | 72           |
| 8    | Oliver Webb         | ARC Bratislava        |      | 5   | 5     | 5   | 4   |     | 57           |
| 9    | Jan Magnussen       | High Class Racing     | 4    | 3   | 4     |     |     |     | 47           |
| 10   | Mathias Beche       | Realteam Racing       |      | 1   |       |     |     |     | 38           |
| 11   | Robert Kubica       | High Class Racing     |      |     |       |     | 3   | 3   | 38           |
| 12   | Matej Konôpka       | ARC Bratislava        |      |     | 5     | 5   |     |     | 30           |
| 13   | Nyck de Vries       | Racing Team Nederland |      |     | 1     |     |     |     | 25           |
| 13   | Paul-Loup Chatin    | Racing Team Nederland |      |     | 1     |     |     |     | 25           |
| 14   | Marco Sørensen      | High Class Racing     |      |     |       | 4   |     |     | 24           |
| 14   | Ricky Taylor        | High Class Racing     |      |     |       | 4   |     |     | 24           |
| 15   | Tom Jackson         | ARC Bratislava        | Abd. | 5   |       |     |     |     | 15           |
| 16   | Olli Caldwell       | ARC Bratislava        |      |     |       |     |     | 5   | 15           |
| 16   | Nelson Panciatici   | ARC Bratislava        |      |     |       |     |     | 5   | 15           |
| 17   | Kush Maini          | ARC Bratislava        |      |     |       |     | 4   |     | 12           |
| 18   | Darren Burke        | ARC Bratislava        | Abd. |     |       |     |     |     | 0            |

#### Trophée Endurance FIA des pilotes GTE Am
| Pos.                  | Pilote                  | Équipe                | SPA   | POR  | MNZ  | LMS  | BHR  | BHR  | Total points |
| --------------------- | ----------------------- | --------------------- | ----- | ---- | ---- | ---- | ---- | ---- | ------------ |
| 1                     | Nicklas Nielsen         | AF Corse              | 1     | 10   | 1    | 1    | 5    | 1    | 150          |
| 1                     | François Perrodo        | AF Corse              | 1     | 10   | 1    | 1    | 5    | 1    | 150          |
| 1                     | Alessio Rovera          | AF Corse              | 1     | 10   | 1    | 1    | 5    | 1    | 150          |
| 2                     | Felipe Fraga            | TF Sport              | 2     | 7    | 12   | 2    | 1    | Abd. | 90.5         |
| 2                     | Ben Keating             | TF Sport              | 2     | 7    | 12   | 2    | 1    | Abd. | 90.5         |
| 2                     | Dylan Pereira           | TF Sport              | 2     | 7    | 12   | 2    | 1    | Abd. | 90.5         |
| 3                     | Matt Campbell           | Dempsey-Proton Racing | Abd.  | Abd. | 5    | 4    | 2    | 2    | 79           |
| 3                     | Jaxon Evans             | Dempsey-Proton Racing | Abd.  | Abd. | 5    | 4    | 2    | 2    | 79           |
| 3                     | Christian Ried          | Dempsey-Proton Racing | Abd.  | Abd. | 5    | 4    | 2    | 2    | 79           |
| 4                     | Matteo Cairoli          | Team Project 1        | Np.   | 2    | 4    | Abd. | 3    | 3    | 78           |
| 4                     | Egidio Perfetti         | Team Project 1        | Np.   | 2    | 4    | Abd. | 3    | 3    | 78           |
| 4                     | Riccardo Pera           | Team Project 1        | Np.   | 2    | 4    | Abd. | 3    | 3    | 78           |
| 5                     | Antonio Fuoco           | Cetilar Racing        | 3     | 1    | 10   | Abd. | 9    | 4    | 75           |
| 5                     | Roberto Lacorte         | Cetilar Racing        | 3     | 1    | 10   | Abd. | 9    | 4    | 75           |
| 5                     | Giorgio Sernagiotto     | Cetilar Racing        | 3     | 1    | 10   | Abd. | 9    | 4    | 75           |
| 6                     | Francesco Castellacci   | AF Corse              | 4     | 3    | 7    | 7    | 7    | 6    | 71           |
| 6                     | Giancarlo Fisichella    | AF Corse              | 4     | 3    | 7    | 7    | 7    | 6    | 71           |
| 6                     | Thomas Flohr            | AF Corse              | 4     | 3    | 7    | 7    | 7    | 6    | 71           |
| 7                     | Claudio Schiavoni       | Iron Lynx             | 9     | 5    | Abd. | 3    |      | 5    | 62           |
| 8                     | Augusto Farfus          | Aston Martin Racing   | 6     | 4    | 2    | Abd. | 4    | 10   | 58           |
| 8                     | Marcos Gomes            | Aston Martin Racing   | 6     | 4    | 2    |      | 4    | 10   | 58           |
| 8                     | Paul Dalla Lana         | Aston Martin Racing   | 6     | 4    | 2    | Abd. | 4    | 10   | 58           |
| 9                     | Tomonobu Fujii          | D'Station Racing      | 7     | Abd. | 3    | 5    | 10   | 7    | 51           |
| 9                     | Satoshi Hoshino         | D'Station Racing      | 7     | Abd. | 3    | 5    | 10   | 7    | 51           |
| 9                     | Andrew Watson (en)      | D'Station Racing      | 7     | Abd. | 3    | 5    | 10   | 7    | 51           |
| 10                    | Rahel Frey              | Iron Lynx             | 8     | 6    | 8    | 6    | 8    | 8    | 46           |
| 11                    | Matteo Cressoni         | Iron Lynx             | 9     | 5    | Abd. |      | 11   | 5    | 33.5         |
| 11                    | Andrea Piccini          | Iron Lynx             | 9     | 5    | Abd. |      | 11   | 5    | 33.5         |
| 12                    | Michelle Gatting        | Iron Lynx             |       | 6    | 8    | 8    |      |      | 32           |
| 13                    | Raffaele Giammaria (en) | Iron Lynx             |       |      |      | 3    |      |      | 30           |
| 13                    | Paolo Ruberti           | Iron Lynx             |       |      |      | 3    |      |      | 30           |
| 14                    | Sarah Bovy              | Iron Lynx             |       |      | 8    | 6    | 8    | 8    | 30           |
| 15                    | Ben Barker              | GR Racing             | Abd.  | 8    | 8    | 9    | 6    | 9    | 23           |
| 15                    | Tom Gamble              | GR Racing             | 8     | 8    | 9    | 6    | 9    | 23   |              |
| 15                    | Michael Wainwright      | GR Racing             | 8     | 8    | 9    | 6    | 9    | 23   |              |
| 16                    | Marco Seefried          | Dempsey-Proton Racing | 5     | 9    | 6    |      |      |      | 21           |
| 17                    | Andrew Haryanto         | Dempsey-Proton Racing | 5     |      | 6    |      |      |      | 18           |
| 17                    | Alessio Picariello      | Dempsey-Proton Racing | 5     |      | 6    |      |      |      | 18           |
| 18                    | Manuela Gostner         | Iron Lynx             | 8     | 6    |      |      |      |      | 16           |
| 19                    | Katherine Legge         | Iron Lynx             | 8     |      |      |      | 8    | 8    | 14           |
| 20                    | Julien Andlauer         | Dempsey-Proton Racing |       | 9    |      | 8    | 12   | Abd. | 12.5         |
| 21                    | Dominique Bastien       | Dempsey-Proton Racing |       | 9    |      | 8    |      |      | 12           |
| 22                    | Lance Arnold (en)       | Dempsey-Proton Racing |       |      |      | 8    |      |      | 9            |
| 23                    | Rino Mastronardi        | Iron Lynx             |       |      |      |      | 11   |      | 1.5          |
| 24                    | Anders Buchardt         | Team Project 1        | Forf. |      | 11   | Abd. |      |      | 0.5          |
| 24                    | Dennis Olsen            | Team Project 1        | Forf. |      | 11   | Abd. |      |      | 0.5          |
| 24                    | Maxwell Root            | Team Project 1        |       |      | 11   |      |      |      | 0.5          |
| 25                    | Khaled Al Qubaisi       | Dempsey-Proton Racing |       |      |      |      | 12   | Abd. | 0.5          |
| 25                    | Adrien de Leener (de)   | Dempsey-Proton Racing |       |      |      |      | 12   |      | 0.5          |
|                       | Robby Foley             | Team Project 1        |       |      |      | Abd. |      |      | 0            |
|                       | Nicki Thiim             | Aston Martin Racing   |       |      |      | Abd. |      |      | 0            |
|                       | Axcil Jefferies         | Team Project 1        | Forf. |      |      |      |      |      | 0            |
| Dempsey-Proton Racing | Axcil Jefferies         |                       |       |      |      |      | Abd. |      | 0            |

#### Trophée Endurance FIA des équipes LMP2
| Pos. | N° | Équipe                    | SPA  | POR | MNZ  | LMS  | BHR | BHR | Total points |
| ---- | -- | ------------------------- | ---- | --- | ---- | ---- | --- | --- | ------------ |
| 1    | 31 | Team WRT                  | 10   | 4   | 2    | 1    | 1   | 1   | 151          |
| 2    | 28 | Jota                      | 3    | 2   | 5    | 2    | 2   | 3   | 131          |
| 3    | 38 | Jota                      | 2    | 1   | Abd. | 4    | 3   | 2   | 123          |
| 4    | 22 | United Autosports USA     | 1    | 3   | 1    | 10   | 4   | 4   | 107          |
| 5    | 34 | Inter Europol Competition | 5    | 5   | 4    | 3    | 9   | 5   | 84           |
| 6    | 29 | Racing Team Nederland     | 4    | 10  | 3    | 6    | 5   | 6   | 67           |
| 7    | 70 | Realteam Racing           | 6    | 7   | 7    | 7    | 7   | 7   | 50           |
| 8    | 21 | DragonSpeed USA           | 7    | 8   | 6    | 5    | 11  | 10  | 42.5         |
| 9    | 1  | Richard Mille Racing Team | 8    | 6   | 8    | Abd. | 6   | 9   | 31           |
| 10   | 20 | High Class Racing         | 9    | 9   | 9    | 8    | 8   | 8   | 25           |
| 11   | 44 | ARC Bratislava            | Abd. | 11  | 10   | 9    | 10  | 11  | 8            |

#### Trophée Endurance FIA des équipes LMP2 Pro/Am
| Pos. | N° | Équipe                | SPA  | POR | MNZ | LMS | BHR | BHR | Total points |
| ---- | -- | --------------------- | ---- | --- | --- | --- | --- | --- | ------------ |
| 1    | 29 | Racing Team Nederland | 1    | 4   | 1   | 2   | 1   | 1   | 167          |
| 2    | 70 | Realteam Racing       | 2    | 1   | 3   | 3   | 2   | 2   | 146          |
| 3    | 21 | DragonSpeed USA       | 3    | 2   | 2   | 1   | 5   | 4   | 138          |
| 4    | 20 | High Class Racing     | 4    | 3   | 4   | 4   | 3   | 3   | 109          |
| 5    | 44 | ARC Bratislava        | Abd. | 5   | 5   | 5   | 4   | 5   | 72           |

#### Trophée Endurance FIA des équipes GTE Am
| Pos. | N°  | Équipe                | SPA   | POR  | MNZ  | LMS  | BHR   | BHR   | Total points |
| ---- | --- | --------------------- | ----- | ---- | ---- | ---- | ----- | ----- | ------------ |
| 1    | 83  | AF Corse              | 1     | 10   | 1    | 1    | 5     | 1     | 150          |
| 2    | 33  | TF Sport              | 2     | 7    | 12   | 2    | 1     | Abd.  | 90.5         |
| 3    | 77  | Dempsey-Proton Racing | Abd.  | Abd. | 5    | 4    | 2     | 2     | 79           |
| 4    | 56  | Team Project 1        | Np.   | 2    | 4    | Abd. | 3     | 3     | 78           |
| 5    | 47  | Cetilar Racing        | 3     | 1    | 10   | Abd. | 9     | 4     | 75           |
| 6    | 54  | AF Corse              | 4     | 3    | 7    | 7    | 7     | 6     | 71           |
| 7    | 60  | Iron Lynx             | 9     | 5    | Abd. | 3    | 11    | 5     | 63.5         |
| 8    | 98  | Aston Martin Racing   | 6     | 4    | 2    | Abd. | 4     | 10    | 58           |
| 9    | 777 | D'Station Racing      | 7     | Abd. | 3    | 5    | 10    | 7     | 51           |
| 10   | 85  | Iron Lynx             | 8     | 6    | 8    | 6    | 8     | 8     | 46           |
| 11   | 88  | Dempsey-Proton Racing | 5     | 9    | 6    | 8    | 12    | Abd.  | 30.5         |
| 12   | 86  | GR Racing             | Abd.  | 8    | 9    | 9    | 6     | 9     | 21           |
| 13   | 46  | Team Project 1        | Forf. |      | 11   | Abd. | Forf. | Forf. | 0.5          |